# Ерик тен Хаг
Ерик тен Хаг (на нидерландски: Erik ten Hag) е бивш нидерландски футболист и настоящ треньор, през футболната си кариера е играл на поста централен защитник.
Тен Хаг започва кариерата си като играч в елитният нидерландски Твенте през 1989 г. играе за тях 9 сезона (с прекъсвания) записва общо 264 мача за клуба и вкарва 5 гола. През сезон 2000/2001 печели купата на Нидерландия, оттегля се като футболист през следващия сезон, на 32-годишна възраст.
Започва треньорската си кариера през 2012 г. начело на Го Ахед Ийгълс, като още в първият си сезон успява да спечели промоция за Ередивизи. През лятото на 2013 г. застава начело на вторият отбор на Байерн Мюнхен, като ги извежда до промоция в най-високата регионална лига на Бавария. През лятото на 2015 г. се завръща в Нидерландия като спортен директор и треньор на Утрехт. В първият си сезон извежда клуба до финалът за купата на страната, където обаче губи с 1:2 от Фейенорд, предвождан от Джовани ван Бронкхорст, в първенството пък класира отбора на 5-то място, следващият сезон е надграден, като завършват 4-ти. Става треньор на Аякс през зимата на 2017 г. Извежда „Евреите“ до 3 шампионски титли, 2 купи на Нидерландия и впечатляващ полуфинал в Шампионската лига с отбор, изграден от доста млади футболисти. През 2022 г. е назначен като треньор на Манчестър Юнайтед, в първите си два сезона на „Олд Трафорд“ печели купата на лигата и ФА Къп. На 28 октомври 2024 г. бива уволнен от Манчестър Юнайтед поради незадоволѝтелни резултати.

## Кариера
Играе в редица нидерлански отбори, най-ярко отражение прави с отбора на Твенте.